# Alandur (Taluk)
Der Taluk Alandur (Tamil: ஆலந்தூர் வட்டம்) ist ein Taluk (Subdistrikt) des Distrikts Kanchipuram im indischen Bundesstaat Tamil Nadu. Hauptort ist die namensgebende Stadt Alandur.

## Geografie
Der Taluk Alandur liegt im Nordosten des Distrikts Kanchipuram im Vorortgürtel der Metropole Chennai (Madras). Er grenzt an die Taluks Sholinganallur im Südosten, Tambaram im Süden und Sriperumbudur im Westen sowie im Nordosten an den Stadtdistrikt Chennai. Die Fläche des Taluks Alandur beträgt 45,4 Quadratkilometer.

## Bevölkerung
Nach der Volkszählung 2011 hat der Taluk Alandur 678.927 Einwohner. Damit ist er der einwohnerstärkste Taluk des Distrikts Kanchipuram. Durch die Nähe zur Metropole Chennai ist der Taluk Alandur stark urbanisiert und sehr dicht besiedelt: Die gesamte Bevölkerung wird als städtisch klassifiziert, die Bevölkerungsdichte beträgt 14.954 Einwohner pro Quadratkilometer.

## Geschichte
Der Taluk Alandur entstand im Jahr 2009, als der Taluk Tambaram in die drei Taluks Tambaram, Sholinganallur und Alandur aufgeteilt wurde. Durch die Stadterweiterung Chennais im Jahr 2011 wurde ein Teil des Taluks Alandur samt dem Hauptort Alandur in das Stadtgebiet Chennais eingegliedert.

## Städte und Dörfer
Zum Taluk Alandur gehören die folgenden Orte:
Städte:
- Alandur
- Anakaputhur
- Cowl Bazaar
- Meenambakkam
- Nandambakkam
- Pallavaram
- Pammal
- St. Thomas Mount-cum-Pallavaram
- Thiruneermalai

Dörfer:
- Kolapakkam
- Moovarasampettai
- Mowlivakkam
- Nanmangalam
- Polichalur
- Tirusulam